# Аратинги
Аратинги (лат. Aratinga) — род попугаевых. На основе анализа ДНК в 2013 году род разделён на четыре рода: Aratinga, Eupsittula, Thectocercus и Psittacara.

## Внешний вид
Размеры относительно небольшие — 25—33 см. Не имеют выраженного полового диморфизма в окраске оперения. Крик очень резкий и громкий.

## Распространение
Обитают в Центральной и Южной Америке.

## Образ жизни
Населяют многоярусные и осветлённые леса. Питаются преимущественно растительными кормами. Во внегнездовой период стаи этих попугаев способны приносить некоторый ущерб урожаю зерновых культур, особенно кукурузы.

## Размножение
Во время сезона размножения пара аратинг занимает отдельный гнездовой участок. Гнездятся в дуплах деревьев, иногда выгрызая трухлявую древесину и самостоятельно устраивая гнездовые ниши. Этому способствуют крепкие клювы птиц. В кладке 3—5 яиц, которые откладываются с промежутком в 2—4 дня. Насиживание длится 24—28 дней. Самец кормит самку и охраняет гнездо. Молодые покидают гнездо в возрасте около двух месяцев.

## Классификация
Род включает в себя 6 видов.
- Буроголовая аратинга Aratinga weddellii (Deville, 1851)
- Aratinga nenday (Vieillot, 1823)
- Солнечная аратинга Aratinga solstitialis (Linnaeus, 1758)
- Aratinga maculata (Müller, PLS, 1776)
- Ендайя Aratinga jandaya (Gmelin, 1788)
- Златошапочная аратинга Aratinga auricapillus (Kuhl, 1820)